# Пјано Селва III (Асколи Пичено)
Пјано Селва III (итал. Piano Selva III) насеље је у Италији у округу Асколи Пичено, региону Марке.
Према процени из 2011. у насељу је живело 42 становника. Насеље се налази на надморској висини од 267 м.